# Michael Mattiazzo
Michael Mattiazzo (Adelaide, ...) è un astronomo australiano.
Nel campo dell'Astronomia i suoi interessi spaziano in vari settori, si occupa in particolare di aurore boreali, occultazioni asteroidali, meteore, eclissi solari e comete. Collabora con l'AAVSO col codice MMZ.
È stato presidente dell'Astronomical Society of South Australia.

## Scoperte
Mattiazzo ha scoperto o coscoperto dieci comete. Scoperte in ordine cronologico:
| Denominazione              | Coscopritori | Fonti         |
| -------------------------- | --- | ------------- |
| C/2004 H6 SWAN (SOHO-792)  | Xing-ming Zhou e Kazimieras Černis                                                                                      | [ 5 ]         |
| C/2004 V13 SWAN (SOHO-884) | coscoperta con John Sachs (Mattiazzo ha coscoperto la cometa con le immagini SWAN, Sachs con le immagini C3 della SOHO) | [ 6 ]         |
| C/2005 P3 SWAN (SOHO-1012) | Hirohisa Sato, Masayuki Suzuki, Michael Jäger e Vladimir Bezugly                                                        | [ 7 ]         |
| P/2005 T4 SWAN (SOHO-1038) | Robert D. Matson | [ 8 ]         |
| C/2006 M4 SWAN (SOHO-1170) | Robert D. Matson | [ 9 ]         |
| C/2015 C2 SWAN (SOHO 2885) | Robert D. Matson e Vladimir Bezugly                                                                                     | [ 10 ]        |
| C/2015 F3 SWAN (SOHO 2892) | Robert D. Matson e Vladimir Bezugly                                                                                     | [ 11 ]        |
| C/2015 P3 SWAN (SOHO 2992) | - | [ 12 ] [ 13 ] |
| C/2020 F8 SWAN (SOHO 3932) | - | [ 14 ]        |
| C/2021 D1 SWAN (SOHO 4139) | - | [ 15 ] [ 16 ] |

## Riconoscimenti
Nel 2003 ha ricevuto il Bill Bradfield Astronomy Award della Astronomical Society of South Australia.
Nel 2022 ha ricevuto l'Astrophotography Awards 2022 .